# Effets du changement climatique sur la biodiversité
 (janvier 2025).
Le changement climatique affecte la biodiversité, que ce soit en milieu terrestre, marin ou eau douce, entraînant la menace d'une sixième extinction de masse des espèces,,.
Une étude de 2013 indique que la disparition des espèces pourrait être cette fois 100 fois plus rapide que lors des cinq extinctions précédentes. Un huitième des espèces animales et végétales sont menacées de disparition, soit un million sur environ huit millions. Cette extinction est due en partie au changement climatique et en partie à l'utilisation des terres par l'homme, essentiellement pour l'agriculture,.
En 2024, les Nations unies indiquent que les changements climatiques ont déjà modifié les écosystèmes partout dans le monde, provoquant une « mortalité massive de plantes et d’animaux », et les premières extinctions d'espèces. Sur terre, les températures augmentant, les animaux et les végétaux migrent vers des altitudes plus élevées, ou alors se déplacent vers les pôles nord et sud. Le risque d'extinction des espèces augmente avec chaque degré de réchauffement. Avec un réchauffement de deux degrés, 8% des mammifères perdraient la moitié de leur habitat naturel. Avec trois degrés, 41% perdraient la moitié de leur habitat naturel.